# Droit dans les Îles Mariannes du Nord

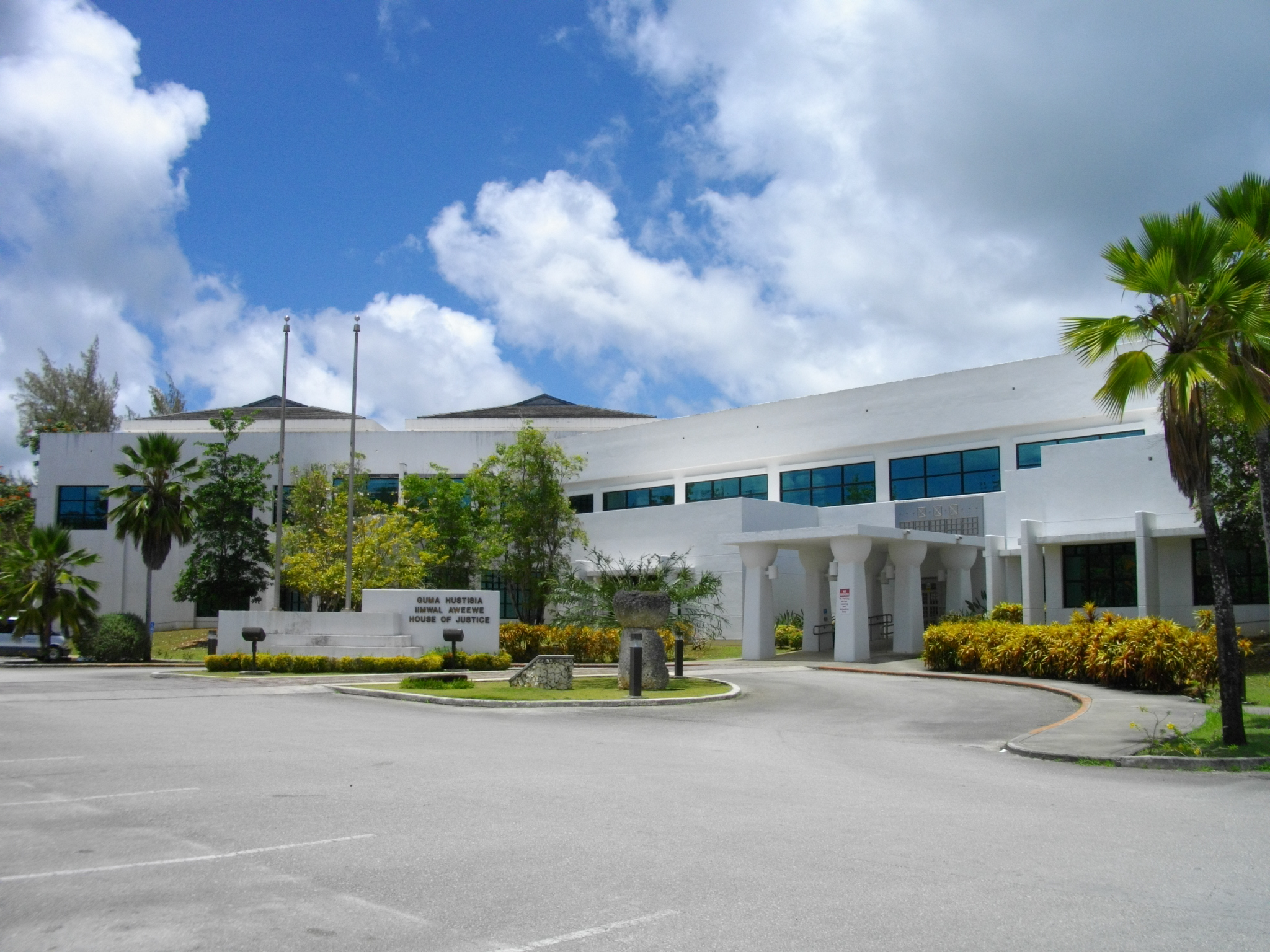
La à Saipan.

Le droit dans les Îles Mariannes du Nord est à la fois une application du droit fédéral des États-Unis et du droit propre à ce commonwealth et territoire non incorporé, qui inclut marginalement les traditions juridiques autochtones. L'histoire du droit dans cet archipel est marquée par le passage successif des empires espagnol, allemand, japonais et américain qui ont laissé leur trace dans les pratiques juridiques. Deux grandes questions qui ont marqué le droit dans les Îles Mariannes du Nord sont celle du passage du droit des étrangers dans le domaine de compétence fédéral en 2008, et l'affaire autour de l'enquête environnementale publique pour l'installation d'un camp d'entraînement militaire en 2016.

## Histoire

### Histoire ancienne
Dans l'histoire des Îles Mariannes avant l'arrivée des Espagnols, des systèmes complexes de propriété foncière autochtone sont pratiqués, largement fondés sur l'affiliation matrilinéaire de chaque personne à un clan. Ces pratiques ressemblent fortement à d'autres systèmes austronésiens de propriété foncière attestés dans la région. Un des usages importants des terres est le culte des ancêtres taotaomona (en).

### Colonisation espagnole
L'empire espagnol s'approprie les terres des Îles Marianne au nom de la doctrine de terra nullius et de la bulle papale Inter caetera. Les missionnaires mettent en place des réductions où les Chamorros sont regroupés pour leur inculquer le christianisme et la culture hispanique dont notamment la patrilinéarité. Le droit foncier est ainsi bouleversé et recréé à l'image espagnole.

### Colonisation allemande
Lorsque l'Allemagne acquiert les Îles Marianne du Nord, de nombreuses terres sont dépeuplées à cause des maladies apportées par la décolonisation. Le gouvernement colonial allemand proclame que ces terres appartiennent directement à l'État. En 1900, il décrète une interdiction officielle pour tout Européen de posséder une terre dans la colonie. En effet, l'empire allemand souhaite développer les plantations de coprah de manière planifiée, et en 1903, un nouveau décret rédigé par Georg Fritz (de) oblige chaque propriétaire terrien autochtone à cultiver un champ d'au moins 0,25 hectare, sous peine de surtaxe ou de travaux forcés dans les exploitations agricoles de l'État.

### Colonisation japonaise

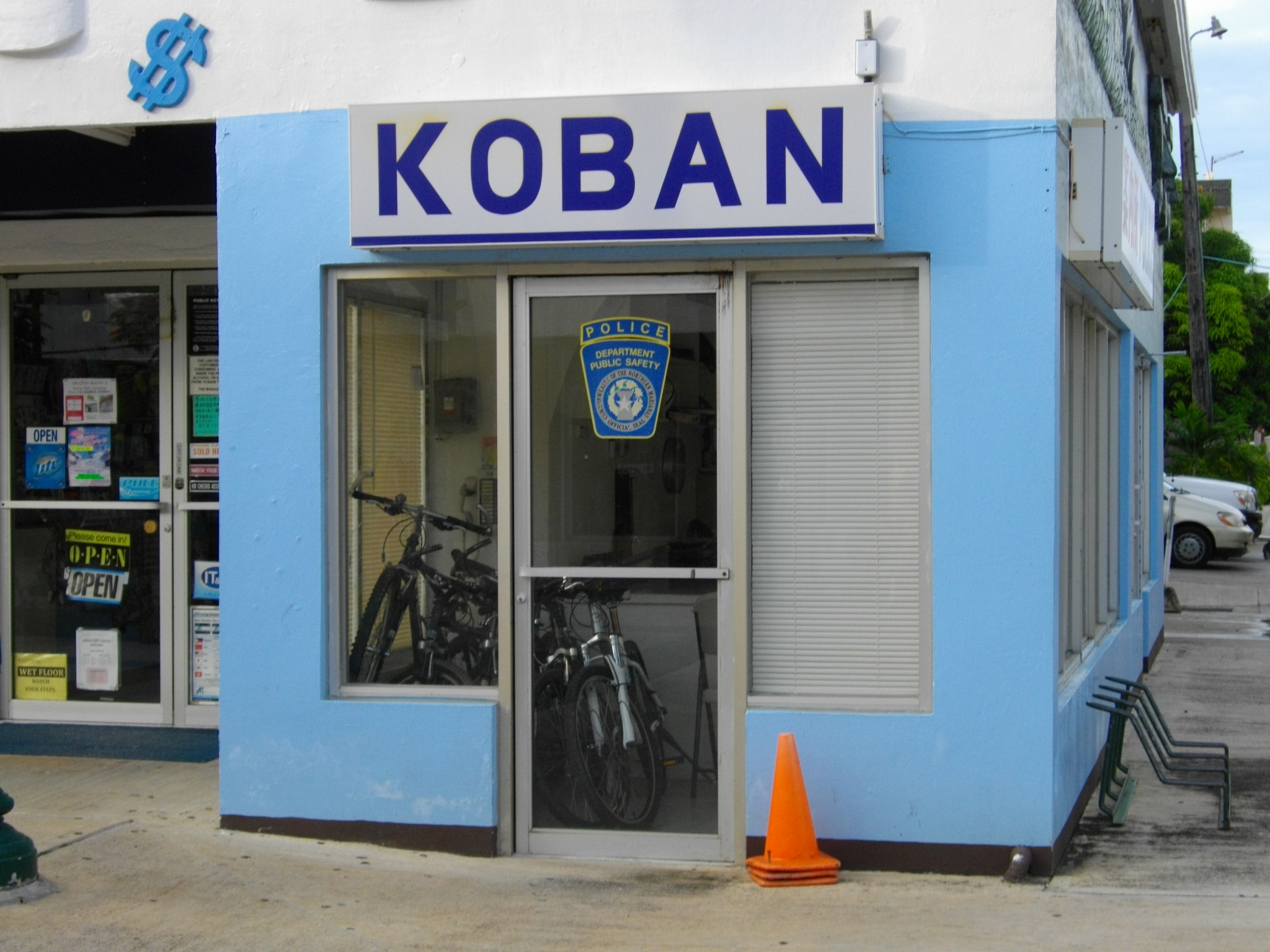
Poste de police kōban sur Saipan.

En 1919, le traité de Versailles accorde au Japon un mandat de la Société des Nations sur les Îles Mariannes du Nord, officiellement au motif que les Chamorros et les Refaluwasch (en) ne seraient pas capables de se gouverner seuls. Les terres appropriées par l'Allemagne au nom de l'État sont héritées par l'État japonais, qui se met à distribuer des concessions à des citoyens japonais pour faire installer des plantations de canne à sucre. En 1931, le gouvernement colonial japonais décide d'assouplir l'interdiction de propriété foncière pour les allochtones édictée par les Allemands en 1900, et autorise les propriétaires autochtones à accorder des baux fonciers à des locataires étrangers pour une durée maximale de 10 ans, sous réserve de l'approbation de l'administration. En 1935, l'empire accorde au bureau du gouverneur le droit d'acheter des terres aux autochtones.

### Colonisation américaine

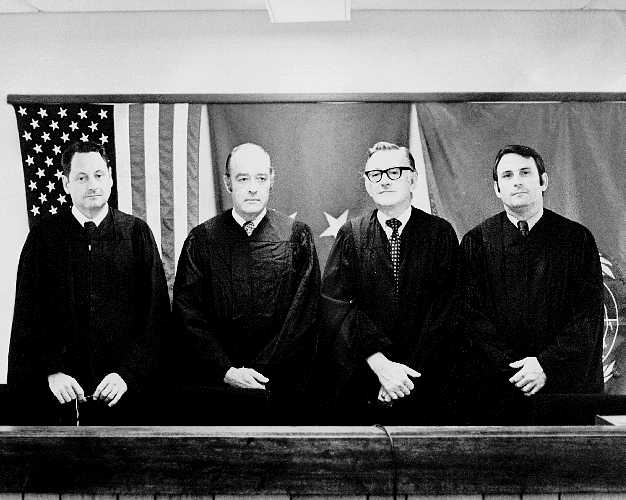
Juges de la cour d'appel du Territoire sous tutelle des îles du Pacifique entre 1968 et 1978.

En 1947, le gouvernement des États-Unis s'approprie à son tour les terres possédées par les Allemands puis les Japonais, quoiqu'en reconnaissant que cet accaparement se fait au détriment des systèmes juridiques traditionnels micronésiens. Il entame une distribution de ces terres à des individus autochtones en suivant le principe du Homestead Act. À partir de 1966, une nouvelle loi autorise les collectifs autochtones, par exemple les clans, à bénéficier de ce programme d'acquisition de terres publiques. Le Congrès de Micronésie rédige le Code du Territoire sous tutelle des îles du Pacifique en reprenant notamment le principe selon lequel seuls les autochtones peuvent être propriétaire d'une terre. Ce Code déclare que les normes traditionnelles autochtones sur la propriété terrienne doivent être respectées et pouvoir continuer à être pratiquées. En 1976, les Îles Mariannes du Nord se dotent de leur Constitution (en), ratifiée en 1977.

## Droit des étrangers
Dans les années 1980 et 1990, la Législature du Commonwealth des îles Mariannes du Nord édicte des lois qui encouragent l'immigration, afin de renforcer l'industrie textile et touristique. La presse américaine à cette époque rapporte des cas de violations des droits humains des travailleurs immigrés, et sous la pression de l'opinion publique scandalisée, le gouvernement fédéral des États-Unis fait passer le Consolidated Natural Resources Act de 2008 (en) qui retire à la Législature la compétence de légiférer sur les questions de droit des étrangers. Cette réforme met dans l'illégalité des milliers de travailleurs immigrés qui étaient parfaitement en règle auparavant,. Dans les années qui suivent et au moins jusqu'au 2017, un débat court sur la nécessité d'accorder ou pas la citoyenneté à ces travailleurs,.

## Administration du droit autochtone

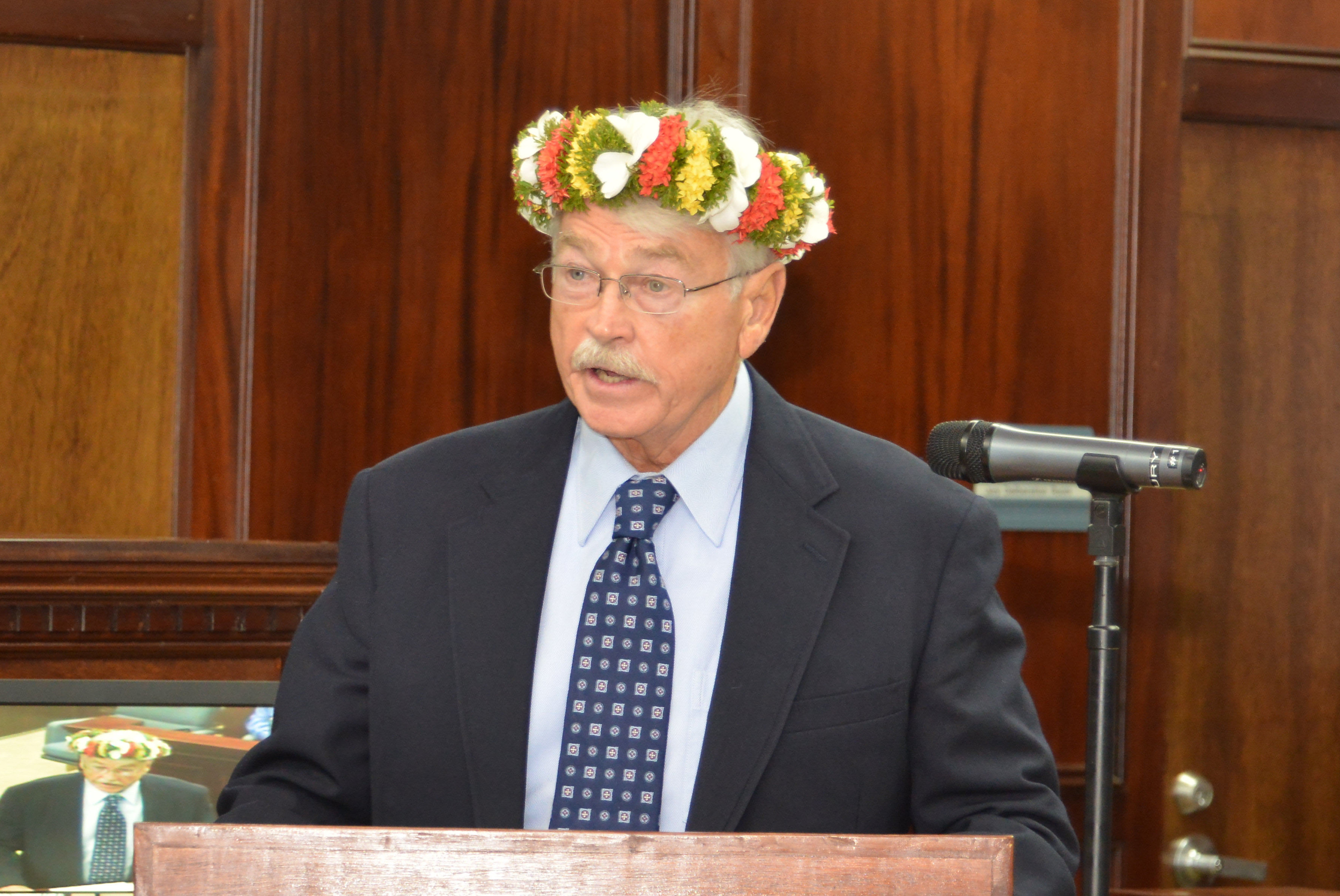
Alex R. Munson, magistrat à la District Court for the Northern Mariana Islands de 1988 à 2010, portant une couronne de fleurs issue de la culture carolinienne.

Les juges du Commonwealth des Îles Mariannes du Nord doivent appliquer une législation qui est héritière des différents régimes coloniaux et ne présente donc pas une grande cohérence d'ensemble. Certains domaines sont ainsi restés sous l'autorité des lois traditionnelles carolines et chamorro, notamment le droit de l'héritage et de l'immobilier. Pour déterminer la substance des normes traditionnelles, les juges du commonwealth se fondent quasi-exclusivement sur l'ouvrage Saipan: Ethnology of a War-Devastated Island publié par l'anthropologue Alexander Spoehr (en) en 1954. La jurisprudence reconnaît ainsi les deux types de propriété connues dans les deux traditions juridiques autochtones : la propriété individuelle et la propriété familiale, appelée lyon manaina en chamorro. Ces propriétés familiales sont gérée par un trustee au bénéfice de l'ensemble des descendants d'un certain ancêtre. En matière de régime matrimonial, le principe chamorro de patte pareho fait que les deux époux ont des droits de propriété égaux sur les biens acquis pendant le mariage. L'adoption fonctionne selon le système mwei-mwei parmi les Caroliniens et poksai chez les Chamorros.

## Droit de l'environnement
Dans les années 2010, les États-Unis concluent un accord avec le Japon qui prévoie le déplacement de la base d'entraînement militaire américaine d'Okinawa vers les îles Pagan et Tinian. Le droit de l'environnement fédéral oblige le gouvernement à consulter la population locale pour mener des projets de cette ampleur. En 2016, un collectif d'associations écologistes et autochtones représentés par Earthjustice assigne l'armée américaine en justice en l'accusant de n'avoir pas satisfait les exigences d'enquête publique. Selon ce collectif, le document de 1800 pages remis par l'armée était illisible car trop technique, et les réunions de débat étaient trop brèves et organisées à trop courte échéance. En 2018, la juge Ramona Villagomez Manglona (en) déboute le collectif écologiste de ses plaintes,.

## Droit constitutionnel
En 2016, la juge Ramona Villagomez Manglona (en) estime que les restrictions au port d'armes adoptées par la Législature du commonwealth sont contraires au Deuxième amendement de la Constitution des États-Unis, et que les résidents doivent donc être autorisés à posséder des fusils d'assaut.

### Pour aller plus loin

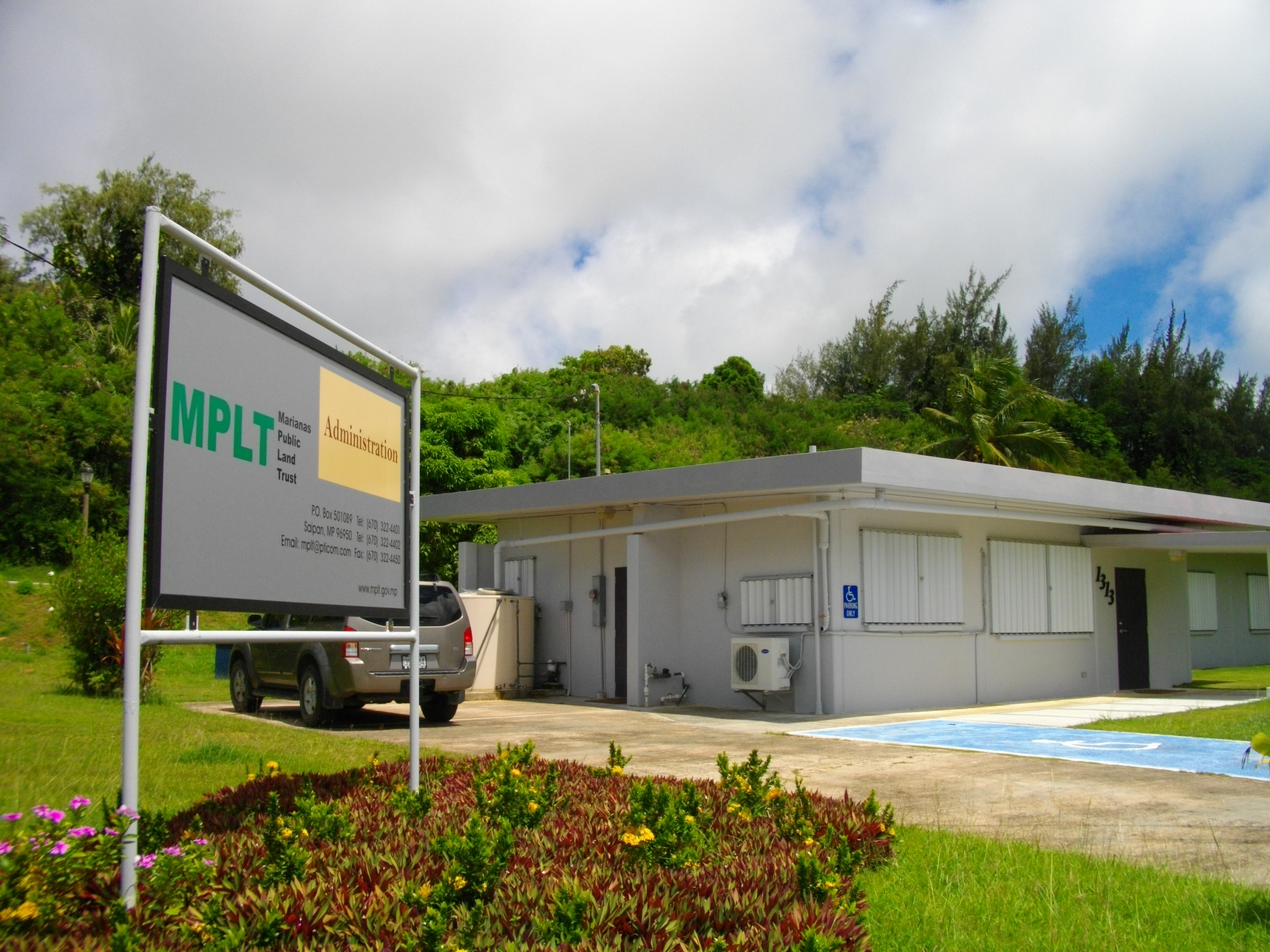
Le Public Land Trust Office.